# 理查德·穆勒
理查德·A·穆勒（英語：Richard A. Muller，1944年1月6日—）是美国加州大学伯克利分校的一名物理学家、名誉退休教授，也是劳伦斯伯克利国家实验室的高级科学家。他和女儿伊丽莎白在2010年成立了伯克利地球（Berkeley Earth）组织，以回应气候变化怀疑论。

## 生平
他出生于纽约市布朗克斯区南部，曾就读于布朗克斯科技高中，后于哥伦比亚大学及加州大学伯克利分校先后获得学士和物理学博士。
2011年3月，他在美国众议院科学、空间和技术委员会作证指出全球变暖确实存在，并在后来指出全球变暖绝大多数时候要归咎于人类活动。